# Sifan Hassan

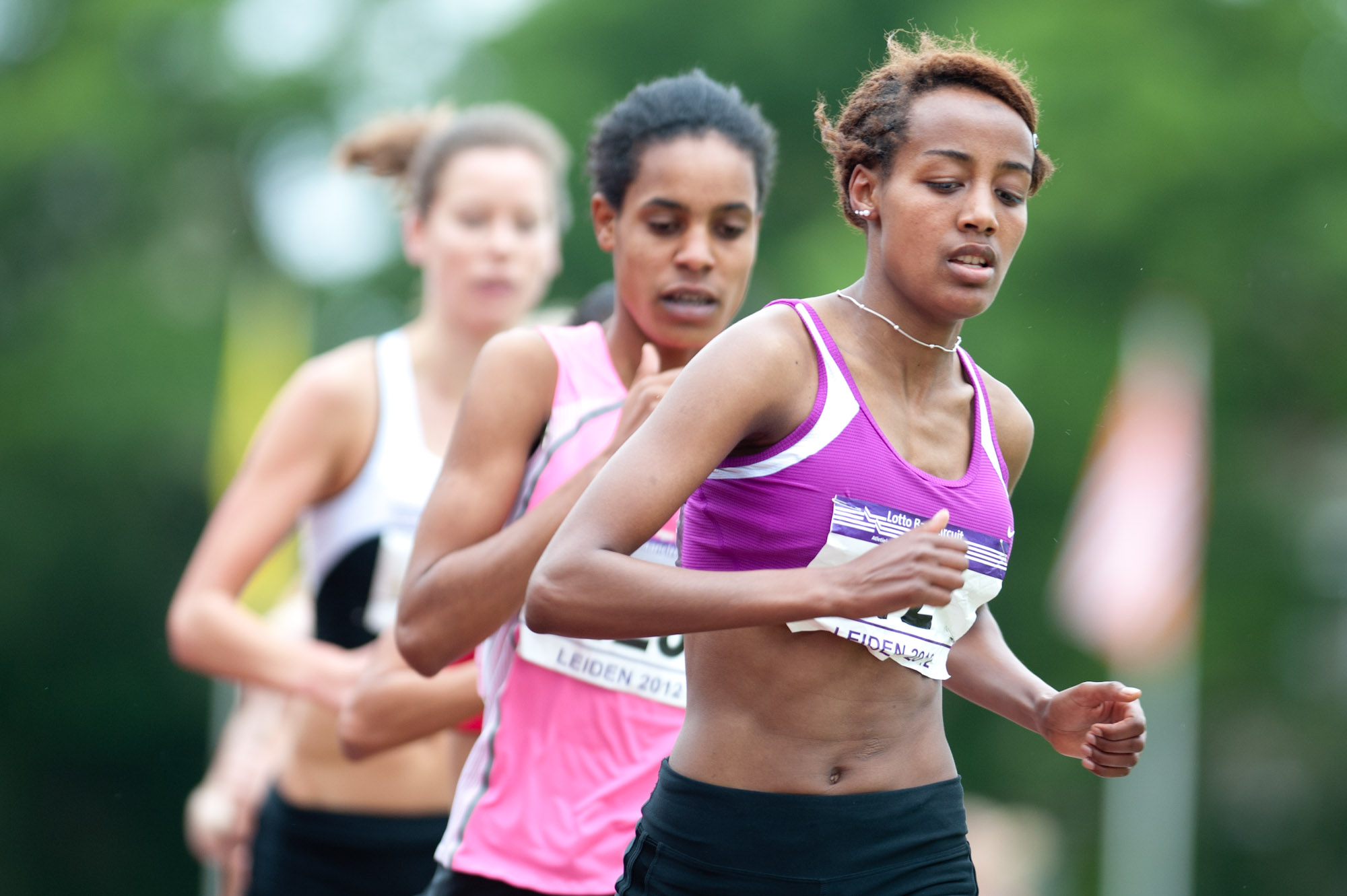
Sifan Hassan tijdens de Gouden Spike 2012, Leiden.

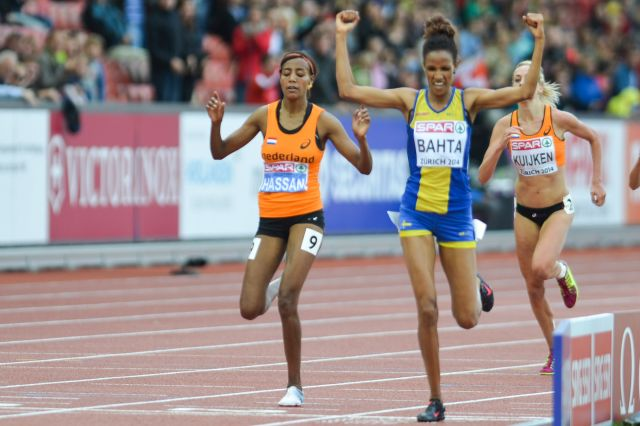
Sifan Hassan (links) verovert zilver op de 5000 m tijdens de EK van 2014, Zürich.

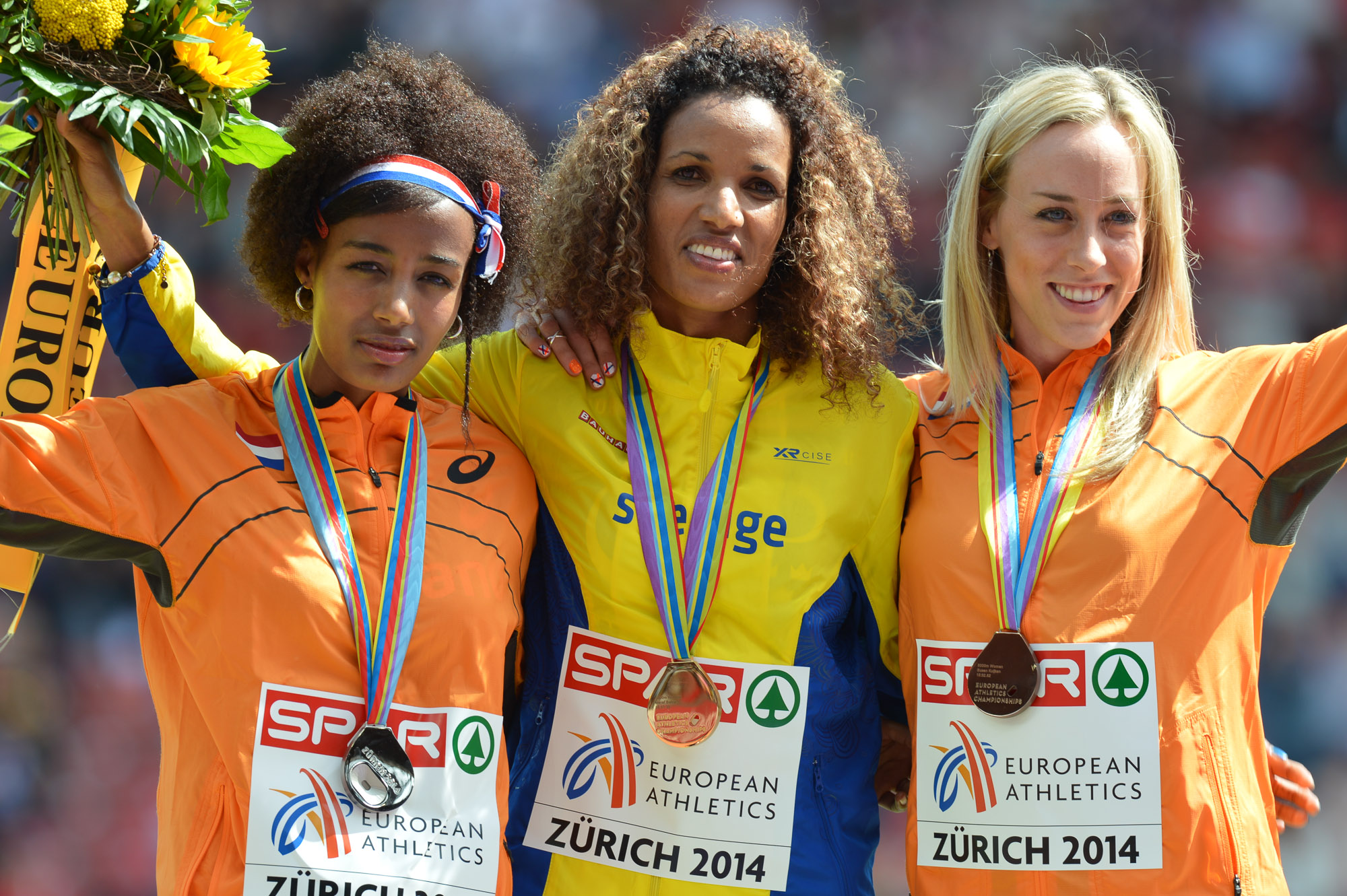
Het erepodium van de 5000 m op de EK van 2014 in Zürich: Sifan Hassan (links) en Susan Kuijken flankeren winnares Meraf Bahta.

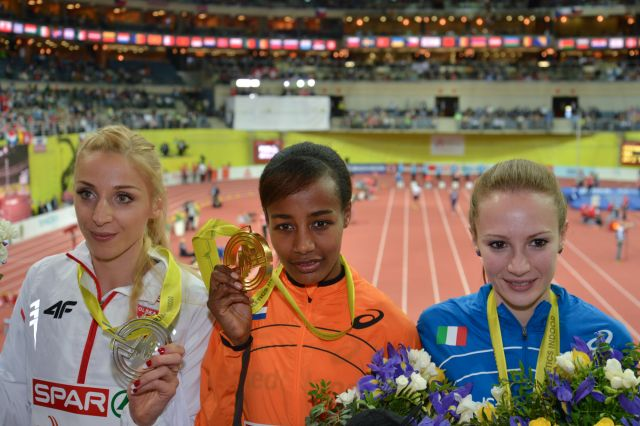
Sifan Hassan tijdens de EK indoor van 2015 op het erepodium met haar op de 1500 m behaalde gouden plak. Links Angelika Cichocka (zilver), rechts Frederica del Buono (brons).

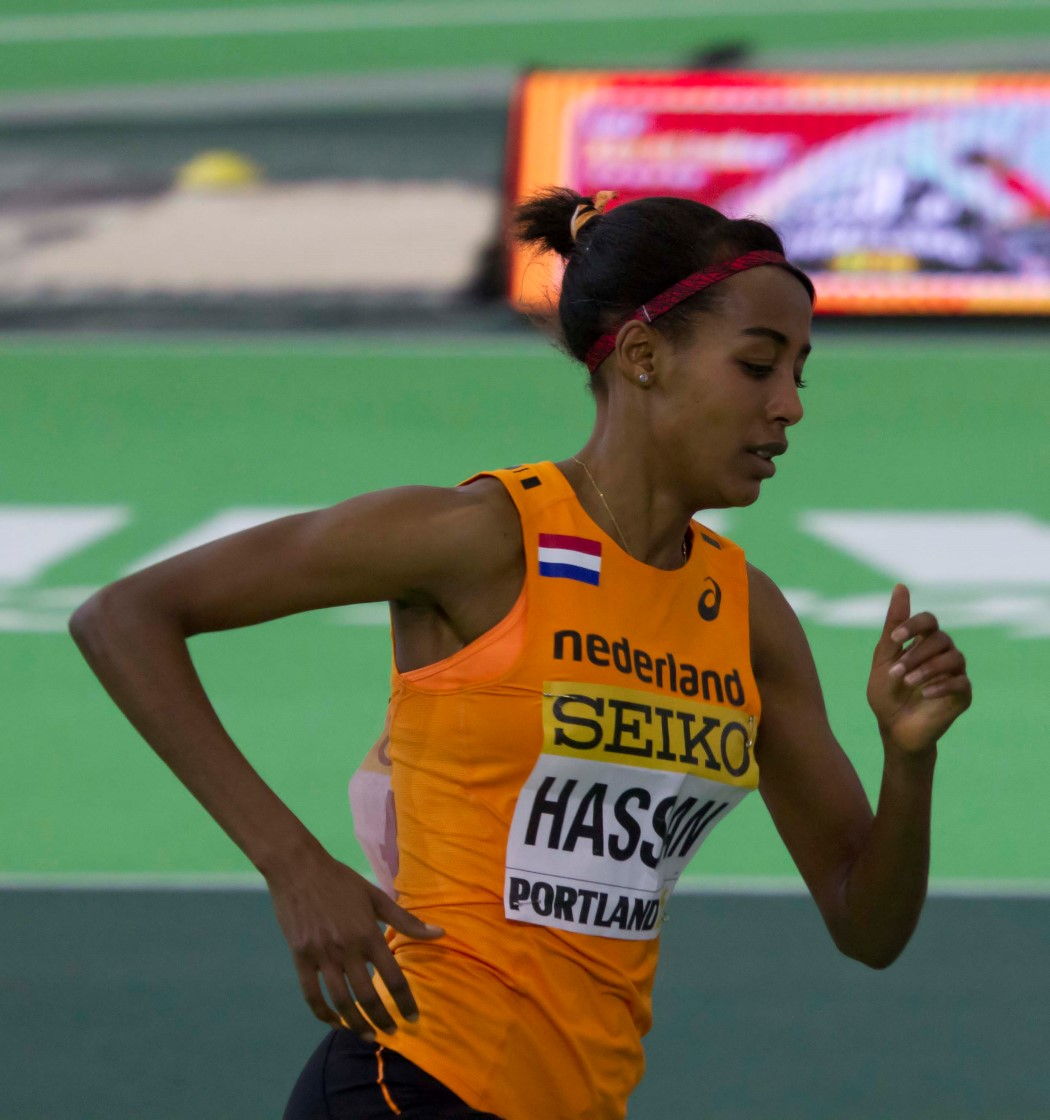
Sifan Hassan op weg naar haar wereldtitel op de 1500 m tijdens de WK indoor van 2016 in Portland.

Sifan Hassan (Oromo: Siifan Hassan) (Adama (Ethiopië), 1 januari 1993) is een Nederlandse atlete van Ethiopische afkomst, die zich heeft toegelegd op de middellange en lange afstanden. Zij nam driemaal deel aan de Olympische Spelen en werd driemaal olympisch kampioene.
In 2014 werd zij op de 1500 m Europees kampioene, in 2015 Europees indoorkampioene en in 2016 wereldindoorkampioene. In 2015 veroverde zij de Europese veldlooptitel en in 2018 de Europese titel op de 5000 m. In 2019 werd zij wereldkampioene op de 1500 en 10.000 m. In 2021 werd zij olympisch kampioene op de 5000 m en 10.000 m en behaalde zij brons op de 1500 m. Zij was de eerste atlete die op dezelfde Olympische Spelen op al deze drie afstanden een medaille veroverde. Bij de Olympische Spelen van Parijs in 2024 won Hassan goud op de marathon en brons op de 5000 en 10.000 m. Deze combinatie van atletiekonderdelen in één toernooi is nog nooit eerder door een atlete gekozen, laat staan dat ze op alle drie de onderdelen ook een medaille heeft veroverd.
In het najaar van 2024 werd Hassan door mondiale atletiekbond World Athletics als eerste Nederlandse ooit uitgeroepen tot beste wegatlete en beste atlete in het algemeen, beide voor 2024.
Hassan bezit drie Europese baanrecords (op de 1500, 3000 en 5000 m) en ook drie Europese wegrecords (op de 5 km, halve marathon en marathon), plus twee wereldrecords op de baan (op de Engelse mijl en de uurloop). Daarnaast is zij in het bezit van vier Nederlandse baan- cq indoorrecords en is zij de enige Nederlandse atlete die een marathon won die behoort tot de World Marathon Majors.

## Biografie

### Jeugd
In 2008 werd Hassan door haar moeder naar Nederland gestuurd. Over de achtergronden laat zij niets los. Aanvankelijk kwam zij terecht in een opvangcentrum in Zuidlaren, waar zij zich doodongelukkig voelde. "Ik heb iedere dag gehuild. Ik was daar zo ongelukkig. Ik mocht niet naar buiten, het was een gevangenis. Ik wilde dood". Na acht maanden ging ze in Leeuwarden wonen. Daar werd zij opgevangen door een vrouw die zich als een moeder om haar bekommerde. Daar pakte ze het hardlopen, dat ze eerder in Ethiopië op recreatieniveau had bedreven, weer op. De omgeving was volgens Hassan echter niet uitnodigend voor lange trainingen.

### Trainen op Papendal
Er kwam pas verandering in die situatie toen zij in Eindhoven terechtkwam en voor het eerst zelfstandig kwam te wonen. Ze startte er een opleiding in de zorg aan het plaatselijke ROC. Ze werd lid van Eindhoven Atletiek, waar haar trainers de oud-hardlopers Aiduna Aitnafa en Ton van Hoesel waren.
Tijdens de Sylvestercross in Soest, eind 2011, liep ze zich in de kijker bij bondscoach Honoré Hoedt. Deze nam haar op in zijn trainingsgroep. Hassan kwam te wonen in een atletenflat op Het Dorp bij Arnhem, waardoor zij regelmatig op Papendal kon trainen. Sinds Hoedt medio 2013 zijn bondstrainerschap had beëindigd als gevolg van de drastische bezuinigingsmaatregelen die de Atletiekunie had moeten nemen, had deze zijn Running Team Europe opgericht, waarin onder meer Sifan Hassan werd opgenomen. De trainingen op Papendal konden hierdoor worden gecontinueerd. Haar management werd gedaan door Global Sports Communication in Nijmegen.

### Pogingen tot versnelde naturalisatie
In 2013 liep Hassan al vroeg in het seizoen op de 1500 m een tijd van 4.06,37, waarmee zij zich in feite kwalificeerde voor de wereldkampioenschappen van 2013 in Moskou. In Ostrava en Lausanne verbeterde zij zich verder middels enkele races via 4.04,02 tot 4.03,73. Ter vergelijking: het Nederlandse record op dit onderdeel stond al sinds 1987 op 4.03,63 op naam van Elly van Hulst. Hierop besloot technisch directeur ad interim Joop Alberda van de Atletiekunie pogingen in het werk te stellen om versnelling aan te brengen in de aanvraag van een Nederlands paspoort voor de Ethiopische, zodat Hassan in Moskou voor Nederland zou kunnen uitkomen. Alle inspanningen mochten echter niet baten, waardoor de Ethiopische dit WK aan zich voorbij zag gaan.

### Goud op NK en EK onder 23
Nauwelijks had Hassan haar Nederlandse paspoort ten slotte op 22 november 2013 op zak, of haar eerste nationale titel was al een feit. Tijdens de jaarlijkse Warandeloop, die dit jaar tevens dienstdeed als decor voor de Nederlandse veldloopkampioenschappen, bleek zij niet alleen te sterk voor alle andere Nederlandse deelneemsters, maar ook voor de voltallige buitenlandse concurrentie. Aan de finish van de 8100 meters tellende veldloop had zij twintig seconden voorsprong op de als tweede finishende Portugese Ana Dulce Felix en ruim een minuut op Maureen Koster, die als eerstvolgende Nederlandse op de vijfde plaats binnenkwam. 
Enkele weken later zegevierde Sifan Hassan ook bij haar eerste internationale optreden voor Nederland. Op de Europese kampioenschappen veldlopen in het Servische Belgrado zegevierde zij in de wedstrijd voor atletes onder 23 jaar. Bovendien behaalde zij een bronzen medaille als lid van de Nederlandse ploeg in het landenklassement. Hassan was hiermee na Susan Kuijken (kampioene U23 in 2008) de tweede Nederlandse die deze titel ooit veroverde. Op de laatste dag van het jaar sloot Hassan 2013 in stijl af met het winnen van de Sylvestercross in Soest, de traditionele jaarafsluiter die zij ook in 2012 reeds op haar naam had geschreven. Alleen was zij deze keer bijna een minuut sneller.

### Teleurstelling op WK indoor, goud en zilver op EK
Tijdens de internationale indoorwedstrijden in Karlsruhe van 2014 liep Hassan op de 3000 m een tijd van 8.45,32. Dat was bijna een halve minuut onder de kwalificatielimiet van 9.14,00 voor de WK indoor in het Poolse Sopot. Daarnaast was het op dat moment ook de beste wereldjaarprestatie en de tweede indoortijd ooit door een Nederlandse gelopen. Veertien dagen later realiseerde zij tijdens de Indoor Grand Prix van Birmingham een tijd van 4.05,34 op de 1500 m, waarmee zij het nationale indoorrecord van 4.06,40 uit 1988 van Elly van Hulst uit de boeken liep. Hiermee kwalificeerde zij zich nu ook op deze afstand voor de WK indoor. In Sopot koos ze echter voor deelname aan de 3000 m, waarin ze op de vijfde plaats eindigde in een tijd van 9.03,22. Eerder had zij in de kwalificatie een tijd van 8.58,5 gelopen. Het eindresultaat was een bittere teleurstelling voor Hassan, die direct na afloop van haar race een tijdje niet aanspreekbaar was. Zij had zichzelf van tevoren immers goede kansen op de zilveren medaille toegedicht. Later dat jaar nam Hassan deel aan de Europese kampioenschappen in Zürich, waar zij zich ruimschoots revancheerde voor de eerdere tegenvaller op de WK indoor. Zij won een gouden medaille op de 1500 m en een zilveren op de 5000 m. Vervolgens werd Hassan door de Atletiekunie voorgeselecteerd voor deelname aan de EK veldlopen in Bulgarije, maar zag af van deelname. Als reden hiervan voerde zij onder meer aan, dat ze pas kort weer in training was en dat ze opzag tegen zowel de mentale druk van een kampioenschap als tegen het mogelijk koude weer.

### Goud op EK indoor, brons op WK
In 2015 was het eerste wapenfeit van Hassan haar overwinning op de 1500 m tijdens de Nederlandse indoorkampioenschappen.  Het was haar eerste nationale indoortitel en een goede voorbereiding voor de aanstaande Europese indoorkampioenschappen in Praag, waarvoor zij zich zowel op de 1500 m als op de 3000 m had gekwalificeerd. Daar koos ze ten slotte voor deelname op de 1500 m en die keuze pakte goed uit. In 4.09,05 bleef zij de concurrentie voor, van wie de Poolse Angelika Cichocka met 4.10,53 nog het dichtst in haar buurt bleef.
Vroeg in het baanseizoen verbeterde zij vervolgens op 24 mei 2015 het Nederlandse record op de 1000 m. Tijdens de Fanny Blankers-Koen Games in Hengelo legde ze deze afstand af in 2.34,68. Daarmee verbrak ze de oude recordtijd van Ellen van Langen, die in 1993 de 1000 m in 2.35,21 liep. Bij de wereldkampioenschappen in Peking later dat jaar veroverde ze een bronzen medaille op de 1500 m. Met een tijd van 4.09,34 eindigde ze achter de Ethiopische Genzebe Dibaba (goud; 4.08,09) en Keniaanse Faith Chepngetich Kipyegon (zilver; 4.08,96).

### Wereldkampioene WK indoor
Net als het jaar ervoor gebruikte Hassan eind februari de NK indoor van 2016 als opwarmer voor haar deelname aan het grootste indoorevenement van het seizoen, de WK indoor in Portland. Ditmaal koos zij in Apeldoorn voor de 800 m, omdat zij in Portland vooral snelheid dacht nodig te hebben om kans te maken op een medaille. Hoewel ze na de start langzaam op gang kwam, zegevierde zij met overmacht in 2.02,62 en veroverde zodoende haar tweede nationale indoortitel. Op de WK indoor in Portland, enkele weken later, werd zij vervolgens kampioene op de 1500 m. Met een geweldige versnelling bleef ze in de laatste ronde haar twee voornaamste (Ethiopische) rivalen voor.

### Olympische Spelen 2016
Op de Olympische Spelen van 2016 in Rio de Janeiro reikte ze op de 1500 m tot de finale, maar moest daar genoegen nemen met een vijfde plaats. Ze ontving daarvoor wel een olympisch diploma. Ze nam ook deel aan de 800 m, maar kwam niet verder dan de series.
In de voorbereiding naar de Olympische Spelen was ze tijdens een vakantie in de Verenigde Staten geblesseerd geraakt, wat haar een trainingsachterstand van circa drie maanden had opgeleverd. Bijna een maand na afloop van het toernooi in Rio de Janerio besloot Hassan een einde te maken aan de samenwerking met haar coach Honoré Hoedt. "Ik heb nagedacht over de weg die ik moet volgen om in Tokio 2020 voor de gouden medaille te strijden. Daarbij is het onvermijdelijk dat ik soms moeilijke beslissingen moet nemen", stelde Hassan in een verklaring.

### WK 2017
Bij de WK van 2017 in Londen kwam Hassan uit op zowel de 1500 m als de 5000 m. Op de 1500 m was ze favoriete, maar viste ze met een vijfde plaats achter de medailles. Op de 5000 m nam ze revanche en veroverde een bronzen medaille met een eindtijd van 14.42,73.

### Wereldrecord 1 mijl
Op 12 juli 2019 verbeterde Hassan tijdens de Herculis meeting in Monaco, onderdeel van het Diamond League-circuit, het wereldrecord op de Engelse mijl (1609 meter) in een tijd van 4.12,33, een verbetering van het oude record van de Russische olympisch kampioene Svetlana Masterkova uit 1996 met 0,23 seconden.

### WK 2019
Bij de WK van 2019 in Doha leverde Hassan een unieke prestatie door als eerste op een WK een gouden medaille op de 1500 m en de 10.000 m te behalen.

### Olympische Spelen 2020
In 2021, op de in verband met de coronapandemie een jaar uitgestelde Olympische Spelen van 2020, nam Hassan deel op drie afstanden, 1500, 5000 en 10.000 m, waarbij ze op alle drie de afstanden tot de favorieten werd gerekend en ze voor zichzelf ook drie keer goud als doel stelde.
1500 m: Tijdens de serie in de ochtenduren van 2 augustus struikelde Hassan bij het ingaan van de slotronde over een atlete voor haar die gevallen was. Ze stond snel op en begon aan een spectaculaire inhaalrace, die haar alsnog de eerste plaats in deze serie opleverde. Hassan kwalificeerde zich hiermee voor de halve finale. Ook die halve finale wist zij te winnen, waarmee ze doordrong tot de finale op 6 augustus. Hierin werd zij derde en pakte daarmee de bronzen medaille.
5000 m: Op 2 augustus won Hassan met overmacht goud op de 5000 m in een tijd van 14.36,79. Daarmee werd zij - als Nederlandse winnaar van een gouden medaille op de Olympische Spelen in de atletiek - de opvolger van Ellen van Langen, die in 1992 in Barcelona de 800 m won.
10.000 m: Hassan wist in de slotfase van de finale op 7 augustus haar twee grootste concurrentes, de Bahreinse Kalkidan Gezahegne en de Ethiopische Letesenbet Gidey, voor te blijven en won ook op deze afstand goud.

### NominatieAthlete of the Year
In december 2021 bereikte Hassan de shortlist van de vijf vrouwelijke genomineerden bij de jaarlijkse verkiezing van World Athletics voor Wereldatleet van het jaar. 
De overige genomineerden waren Faith Kipyegon, Sydney McLaughlin, Yulimar Rojas en Elaine Thompson-Herah die uiteindelijk de prijs won. Hassan kreeg wel de onderscheiding van Europese atlete van het jaar van de Europese atletiekfederatie (EAA).

### Marathon
In april 2023 debuteerde Hassan op de marathon. Ze koos daarvoor de meest prestigieuze met het beste deelnemersveld: de Marathon van Londen. De voorbereiding was vanwege de ramadan niet optimaal. Tijdens de wedstrijd stopte ze een paar keer om te rekken en bleek ze onwennig te zijn met het aanpakken van drinken. In de finale zat ze echter in de kopgroep en wist ze met schijnbaar gemak van haar concurrentes weg te sprinten. Ze won in 2:18.33, waarmee ze ruim vier minuten sneller was dan het een jaar oude Nederlandse record van Nienke Brinkman.
Haar tweede marathon in Chicago op 8 oktober 2023 won ze in de Europese recordtijd van 2:13.44, de op-een-na snelste tijd die ooit door een vrouw werd gelopen.

### Olympische Spelen 2024
Op de Olympische Spelen van Parijs won zij op 5 augustus 2024 brons op de 5000 m in 14.30,61. Vlak na de race werd zilveren medaillewinnares Faith Kipyegon gediskwalificeerd voor het hinderen van Guday Tsegay, waardoor Hassan een plek opschoof. De diskwalificatie werd echter al snel ingetrokken, waardoor Hassan alsnog het brons kreeg uitgereikt. Vier dagen later won zij brons op de 10.000 m in 30.44,12. Op 11 augustus won Hassan vervolgens de marathon in een olympisch record (2 uur, 22 minuten en 55 seconden). In de eindsprint was zij de snelste tegen wereldrecordhoudster Tigst Assefa. Hassan werd de eerste vrouw die op een olympisch toernooi medailles behaalde op zowel de 5000 en 10.000 meter als de marathon.
In het najaar van 2024 werd Hassan als eerste Nederlandse ooit uitgeroepen tot Wereldatlete van het jaar.

## Kampioenschappen

### Internationale kampioenschappen
| Onderdeel | Titel                    | Jaar |
| --------- | ------------------------ | ---- |
| veldlopen | Europees kampioene U23   | 2013 |
| veldlopen | Europees kampioene       | 2015 |
| 1500 m    | Europees kampioene       | 2014 |
| 1500 m    | Europees indoorkampioene | 2015 |
| 1500 m    | Wereld indoorkampioene   | 2016 |
| 1500 m    | Wereldkampioene          | 2019 |
| 5000 m    | Europees kampioene       | 2018 |
| 5000 m    | Olympisch kampioene      | 2021 |
| 10.000 m  | Wereldkampioene          | 2019 |
| 10.000 m  | Olympisch kampioene      | 2021 |
| Marathon  | Olympisch kampioene      | 2024 |

### Nederlandse kampioenschappen
Outdoor
| Onderdeel                 | Jaar |
| ------------------------- | ---- |
| veldlopen (lange afstand) | 2013 |

Indoor
| Onderdeel | Jaar |
| --------- | ---- |
| 800 m     | 2016 |
| 1500 m    | 2015 |

## Persoonlijke records
Baan
| Onderdeel   | Prestatie            | Datum            | Plaats    |
| ----------- | -------------------- | ---------------- | --------- |
| 800 m       | 1.56,81              | 21 juli 2017     | Monaco    |
| 1000 m      | 2.34,68 (NR)         | 24 mei 2015      | Hengelo   |
| 1500 m      | 3.51,95 (ER)         | 5 oktober 2019   | Doha      |
| 1 Eng. mijl | 4.12,33 (ex-WR; ER)  | 12 juli 2019     | Monaco    |
| 3000 m      | 8.18,49 (ER)         | 30 juni 2019     | Palo Alto |
| 5000 m      | 14.13,42 (ER)        | 23 juli 2023     | Londen    |
| 10.000 m    | 29.06,82 (ex-WR; ER) | 6 juni 2021      | Hengelo   |
| uurloop     | 18.930 m (WR)        | 4 september 2020 | Brussel   |

Weg
| Onderdeel      | Prestatie            | Datum             | Plaats        |
| -------------- | -------------------- | ----------------- | ------------- |
| 5 km           | 14.44 (ex-WR; ex-ER) | 17 februari 2019  | Monaco        |
| 10 km          | 34.28                | 1 april 2012      | Brunssum      |
| 15 km          | 53.57                | 4 december 2011   | 's-Heerenberg |
| halve marathon | 1:05.15 (ER)         | 16 september 2018 | Kopenhagen    |
| marathon       | 2:13.44 (ER)         | 8 oktober 2023    | Chicago       |

Indoor
| Onderdeel   | Prestatie    | Datum            | Plaats     |
| ----------- | ------------ | ---------------- | ---------- |
| 800 m       | 2.02,62      | 28 februari 2016 | Apeldoorn  |
| 1500 m      | 4.00,46 (NR) | 19 februari 2015 | Stockholm  |
| 1 Eng. mijl | 4.19,89      | 11 februari 2017 | New York   |
| 3000 m      | 8.30,76 (NR) | 18 februari 2017 | Birmingham |

## Palmares

### 800 m
- 2013:  Nacht van de Atletiek te Heusden – 2.00,86
- 2015: 5e in ½ fin. WK - 1.58,30
- 2016:  NK indoor - 2.02,62
- 2016: 5e in serie OS - 2.00,27

Diamond League-resultaten
- 2015:  London Grand Prix - 1.59,46
- 2015: 4e Weltklasse Zürich - 1.59,95
- 2017: 4e Athletissima - 1.58,13
- 2017: 4e Herculis - 1.56,81

### 1000 m
- 2013:  Ter Specke Bokaal te Lisse – 2.41,43
- 2015:  FBK Games - 2.34,68 (NR)

### 1500 m
Kampioenschappen + overig
- 2013:  Nijmegen Global Athletics – 4.06,37
- 2013:  Golden Spike Ostrava - 4.04,02
- 2013: b.m. NK – 4.21,87
- 2014:  FBK Games - 4.01,79
- 2014:  EK - 4.04,18
- 2015:  NK indoor - 4.17,31
- 2015:  EK indoor - 4.09,04
- 2015:  WK - 4.09,34
- 2016:  WK indoor - 4.04,96
- 2016:  EK - 4.33,76
- 2016: 5e OS - 4.11,23
- 2017:  FBK Games - 3.56,14
- 2017: 5e WK - 4.03,34
- 2018:  WK indoor - 4.07,26 (in serie 4.05,46)
- 2019:  WK - 3.51,95 (ER)
- 2021:  OS - 3.55,86
- 2023:  FBK Games - 3.58,12
- 2023:  WK - 3.56,00

Diamond League-resultaten
- 2013:  Athletissima – 4.03,73[24]
- 2013: 9e Memorial Van Damme - 4.10,54
- 2014:  Shanghai Golden Grand Prix - 4.01,19 (NR)
- 2014: 5e Prefontaine Classic - 3.59,38 (NR)
- 2014:  Meeting Areva - 3.57,00 (NR)
- 2014:  Glasgow Grand Prix – 4.00,67
- 2014:  DN Galan - 4.01,62
- 2014:   Diamond League - 10 p
- 2015:  Qatar Athletic Super Grand Prix - 4.01,40
- 2015:  Golden Gala - 3.59,68
- 2015:  Aviva Birmingham Grand Prix - 4.00,30
- 2015:  Athletissima - 4.02,36
- 2015:  Herculis - 3.56,05 (NR)
- 2015:   Diamond League - 18 p
- 2016:  London Grand Prix - 4.00,87
- 2017:  Golden Gala - 3.56,22
- 2017:  Meeting de Paris - 3.57,10
- 2017:  Memorial Van Damme - 3.57,22
- 2018:  Athletissima - 3.58,39
- 2018:  Müller Grand Prix Birmingham - 4.00,60
- 2018:  Memorial Van Damme - 3.59,41
- 2018:   Diamond League - 22 p
- 2019:  Meeting International Mohammed VI d'Athlétisme de Rabat - 3.55,93 (NR)
- 2019:  Weltklasse Zürich - 3.57,08
- 2019:   Diamond League - 27 p
- 2021:  Golden Gala Pietro Mennea - 3.53,63
- 2021:  Weltklasse Zürich - 3.58,55

### 1 Eng. mijl
Diamond League-resultaten
- 2015:  Memorial Van Damme - 4.18,20 (NR)
- 2015:   Diamond League 1500 m/1 Eng. mijl - 18 p
- 2018:  Müller Anniversary Games - 4.14,71 (MR + NR)
- 2019:  Herculis - 4.12,33 (WR)
- 2021:  Memorial Van Damme - 4.14,74

### 3000 m
Kampioenschappen + overig
- 2012:  Gouden Spike te Leiden – 9.08,88
- 2013: Track Meeting te Utrecht – 8.41,61
- 2014: 5e WK indoor - 9.03,22
- 2014:  EK team - 8.45,24
- 2018:  WK indoor - 8.45,68
- 2018:  Continental Cup - 8.27,50 (NR)

Diamond League-resultaten
- 2013:  DN Galan - 8.32,53
- 2014:  Memorial Van Damme - 8.29,38 (NR)
- 2017:  Müller Grand Prix Birmingham - 8.28,90 (NR)
- 2019:  Prefontaine Classic - 8.18,49 (ER)
- 2022:  Kamila Skolimowska Memorial - 8.39,27
- 2022: 4e Athletissima - 8.28,28

### 5000 m
- 2017:  WK - 14.42,73[25]
- 2018:  EK - 14.46,12 (CR)
- 2021:  OS - 14.36,79
- 2023:  WK - 14.54,11
- 2024:  OS - 14.30,61

Diamond League-resultaten
- 2017:  Prefontaine Classic - 14.41,24[26]
- 2018:  Meeting International Mohammed VI d'Athlétisme de Rabat - 14.22,34 (ER)
- 2018:  Weltklasse Zürich - 14.38,77
- 2019:  Müller Anniversary Games - 14.22,12 (ER)
- 2019:  Memorial Van Damme - 14.26,26
- 2019:   Diamond League - 14 p
- 2021:  Wanda Diamond League - 14.27,89
- 2023:  London Grand Prix - 14.13,42 (ER)
- 2024: 7e Prefontaine Classic - 14.34,38

### 10.000 m
- 2019:  WK - 30.17,62
- 2021:  FBK Games - 29.06,82 (WR)
- 2021:  OS - 29.55,32
- 2022: 4e WK - 30.10,56
- 2023:  FBK Games - 29.37,80
- 2023: 11e WK - 31.53,35
- 2024:  OS - 30.44,12

### uurloop
Diamond League-resultaten
- 2020:  Memorial Van Damme - 18.930 m (WR)

### 10 km
- 2012: 12e Parelloop - 34.28

### 15 km
- 2011: 5e Montferland Run - 53.57

### halve marathon
- 2011:  halve marathon van Eindhoven - 1:17.10
- 2018:  halve marathon van Kopenhagen - 1:05.15 (ER)
- 2019:  halve marathon van Berlijn - 1:05.45
- 2019:  halve marathon van Valencia - 1:05.53

### marathon

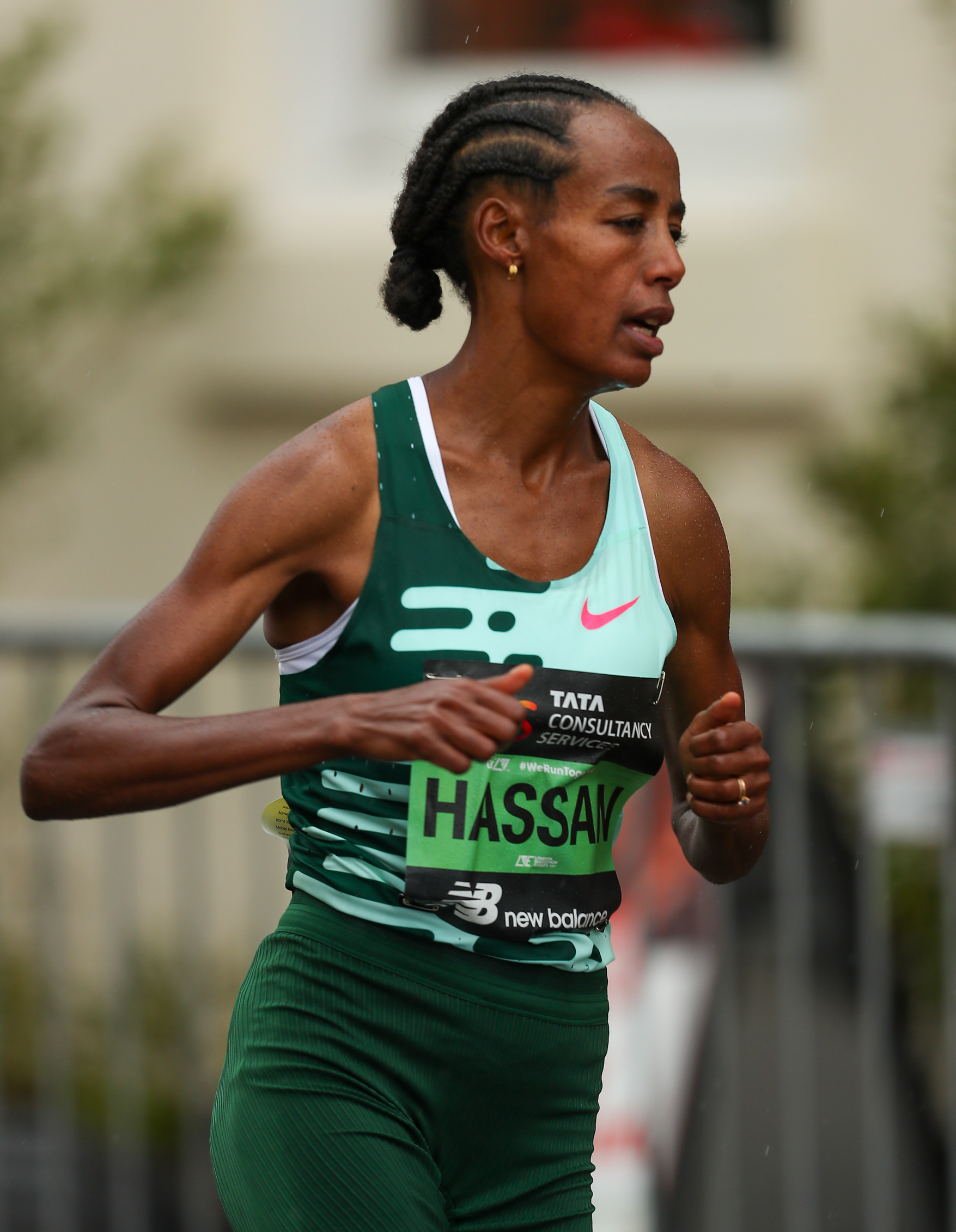
Hassan (London, 2023)

- 2023:  marathon van Londen - 2:18.33 (NR)
- 2023:  marathon van Chicago - 2:13.44 (ER)
- 2024: 4e marathon van Tokio - 2:18.05
- 2024:  Olympische Spelen - 2:22.55 (OR)
- 2025:  marathon van Londen - 2:19:00

### overige
- 2012: 6e 4 Mijl van Groningen - 20.39
- 2013: 6e 4 Mijl van Groningen - 20.01

### veldlopen
- 2011:  Sylvestercross (6 km) te Soest – 22.36
- 2012:  Sylvestercross – 22.30
- 2013:  NK veldlopen – 27.09
- 2013:  EK U23 - 19.40 ( in het landenklassement)
- 2013:  Sylvestercross - 21.37
- 2014:  Warandeloop - 27.32
- 2015:  EK - 25.47
- 2015:  Warandeloop - 27.07

## Onderscheidingen
- AU-atlete van het jaar: 2018, 2019, 2021, 2024
- Nederlands sportvrouw van het jaar: 2019, 2021,[27] 2024
- Ridder in Orde van Oranje-Nassau: 2021
- Europees atlete van het jaar: 2021
- Wereldatlete van het jaar: 2024

- World Athletics: 14489606

1996: Wang Junxia ·
2000: Gabriela Szabó ·
2004: Meseret Defar ·
2008: Tirunesh Dibaba ·
2012: Meseret Defar ·
2016: Vivian Cheruiyot ·
2020: Sifan Hassan ·
2024: Beatrice Chebet
1988: Olga Bondarenko ·
1992: Derartu Tulu ·
1996: Fernanda Ribeiro ·
2000: Derartu Tulu ·
2004: Xing Huina ·
2008: Tirunesh Dibaba ·
2012: Tirunesh Dibaba ·
2016: Almaz Ayana ·
2020: Sifan Hassan ·
2024: Beatrice Chebet
1984: Joan Benoit ·
1988: Rosa Mota ·
1992: Valentina Jegorova ·
1996: Fatuma Roba ·
2000: Naoko Takahashi ·
2004: Mizuki Noguchi ·
2008: Constantina Diță ·
2012: Tiki Gelana ·
2016: Jemima Sumgong ·
2020: Peres Chepchirchir ·
2024: Sifan Hassan
1983 Mary Decker ·
1987 Tatjana Samolenko ·
1991 Hassiba  Boulmerka ·
1993 Liu Dong ·
1995 Hassiba  Boulmerka ·
1997 Carla Sacramento ·
1999 Svetlana Masterkova ·
2001 Gabriela Szabó ·
2003 Tatjana Tomasjova ·
2005 Tatjana Tomasjova ·
2007 Maryam Jamal ·
2009 Maryam Jamal ·
2011 Jennifer Simpson ·
2013 Abeba Aregawi ·
2015 Genzebe Dibaba ·
2017 Faith Chepngetich Kipyegon ·
2019 Sifan Hassan ·
2022 Faith Chepngetich Kipyegon ·
2023 Faith Chepngetich Kipyegon
1987 Ingrid Kristiansen ·
1991 Liz McColgan ·
1993 Wang Junxia ·
1995 Fernanda Ribeiro ·
1997 Sally Barsosio ·
1999 Gete Wami ·
2001 Derartu Tulu ·
2003 Berhane Adere ·
2005 Tirunesh Dibaba ·
2007 Tirunesh Dibaba ·
2009 Linet Masai ·
2011 Vivian Cheruiyot ·
2013 Tirunesh Dibaba ·
2015 Vivian Cheruiyot ·
2017: Almaz Ayana ·
2019 Sifan Hassan ·
2022 Letesenbet Gidey ·
2023 Gudaf Tsegay